# ألفند
ألفند (بالفارسية: الوند) هي مدينة تقع في إيران في قزوين. يقدر عدد سكانها بـ 69,333 نسمة .